# 普賴爾 (科羅拉多州)
普賴爾（英語：Pryor）是位於美國科羅拉多州韋爾法諾縣的一個非建制地區。該地的面積和人口皆未知。

## 地理
普賴爾的座標為37°30′29″N 104°42′51″W / 37.50806°N 104.71417°W，而該地的平均海拔高度為1957米（即6421英尺）。